# Almudévar
Almudévar (aragonesisch Almudébar oder Almudébal) ist eine Gemeinde in der Provinz Huesca in der Autonomen Gemeinschaft Aragonien in Spanien. Sie liegt in der Comarca Hoya de Huesca an der Straße von Huesca nach Saragossa (Europastraße 7 und Autobahn A-23 - Autovía Mudéjar).

## Gemeindeteile
Almudévar umfasst neben dem namensgebenden Ort die Gemeindeteile
- Artasona del Llano
- San Jorge (2005 122 Einwohner)
- Torres Secas
- Valsalada, von der IRYDA 1957 begonnen.

## Geschichte
Der Ort wird anlässlich einer Schenkung durch König Sancho I. an das Kloster San Juan de la Peña erstmals im Jahr 1083 urkundlich genannt.

## Bevölkerung
| Jahr        | 1900  | 1910  | 1930  | 1940  | 1950  | 1960  | 1970  | 1981  | 1986  | 1990  | 1999  | 2005  |
| ----------- | ----- | ----- | ----- | ----- | ----- | ----- | ----- | ----- | ----- | ----- | ----- | ----- |
| Bevölkerung | 2.968 | 3.104 | 3.533 | 3.040 | 3.163 | 3.303 | 3.037 | 2.670 | 2.550 | 2.535 | 2.346 | 2.377 |

## Sehenswürdigkeiten
- Einsiedelei und Burg La Virgen de la Corona
- Die Kirche der Himmelfahrt Mariens
- Das Kreuz von Santo Domingo

## Gemeindepartnerschaften
- Lembeye (Département Pyrénées-Atlantiques, Frankreich)

## Persönlichkeiten
- Francisco Ascaso (1901–1936), Anarchosyndikalist